# Lega C9
La Lega C9 (九校联盟) è un'associazione delle nove più prestigiose università cinesi.
Nel maggio 1998 il governo cinese varò il Progetto 985 per promuovere l'istruzione superiore. Nella prima fase furono identificate nove università
di prestigio e furono allocati finanziamenti per tre anni.
Nell'ottobre 2009 queste nove università si sono riunite nella Lega C9
.
Le università della Lega sono le seguenti:
| Università                                      | Provincia o Municipalità          | Data di fondazione |
| ----------------------------------------------- | --------------------------------- | ------------------ |
| Università Fudan                                | Shanghai                          | 1905               |
| Harbin Institute of Technology                  | Heilongjiang, Shandong, Guangdong | 1920               |
| Università di Nanchino                          | Jiangsu                           | 1902               |
| Università di Pechino                           | Pechino                           | 1898               |
| Università Jiao Tong di Shanghai                | Shanghai                          | 1896               |
| Università Tsinghua                             | Pechino                           | 1911               |
| Università Cinese della Scienza e della Tecnica | Anhui                             | 1958               |
| Università Jiaotong di Xi'an                    | Shaanxi                           | 1896               |
| Università dello Zhejiang                       | Zhejiang                          | 1897               |

## Ammissione
I corsi di laurea dei membri C9 sono altamente competitivo. Cinque dei membri C9, ovvero Tsinghua University, l'Università di Pechino, Zhejiang University, l'Università Fudan e l'Università Jiao Tong di Shanghai, sono i più selettivi.  Meno dello 0,2% dei partecipanti all'Esame di ammissione all'istruzione superiore nazionale ("Ordinamento scolastico") viene ammesso ogni anno (rispetto allo 0,6% dei candidati al SAT accettato nelle cinque scuole Ivy League più selettive nel 2012).

## Storia
Il governo cinese ha quattro categorie principali di università d'élite. Il primo ed il più grande di questi gruppi è il Progetto 211, istituito nel 1995 per rafforzare gli standard di ricerca nelle migliori università cinesi, con università che superano una soglia che ricevono fondi significativamente maggiori. A partire dal 2018, 116 istituti di istruzione superiore erano membri del Progetto 211.
Il secondo, istituito nel 2015, è il Piano Double First Class University per creare 42 università di livello mondiale entro il 2050. Un terzo gruppo ancor più selettivo è il Progetto 985, istituito nel 1998. Nel 2011 il governo cinese ha incluso 39 università nel Progetto 985 e limitato il tasso di ammissione.
Il gruppo finale, nonché il più selettivo è la Lega C9, istituita dal governo centrale cinese il 4 maggio 1998 come parte del Progetto 985 con l'obiettivo di promuovere l'istruzione superiore cinese formalizzando un gruppo di università d'élite per promuovere studenti migliori e condividere risorse. Nove università sono state selezionate e hanno ricevuto finanziamenti speciali ed il 10 ottobre 2009 il rapporto tra queste nove università è stato formalizzato nella C9 League cinese.